# 暗褐色 (馬)

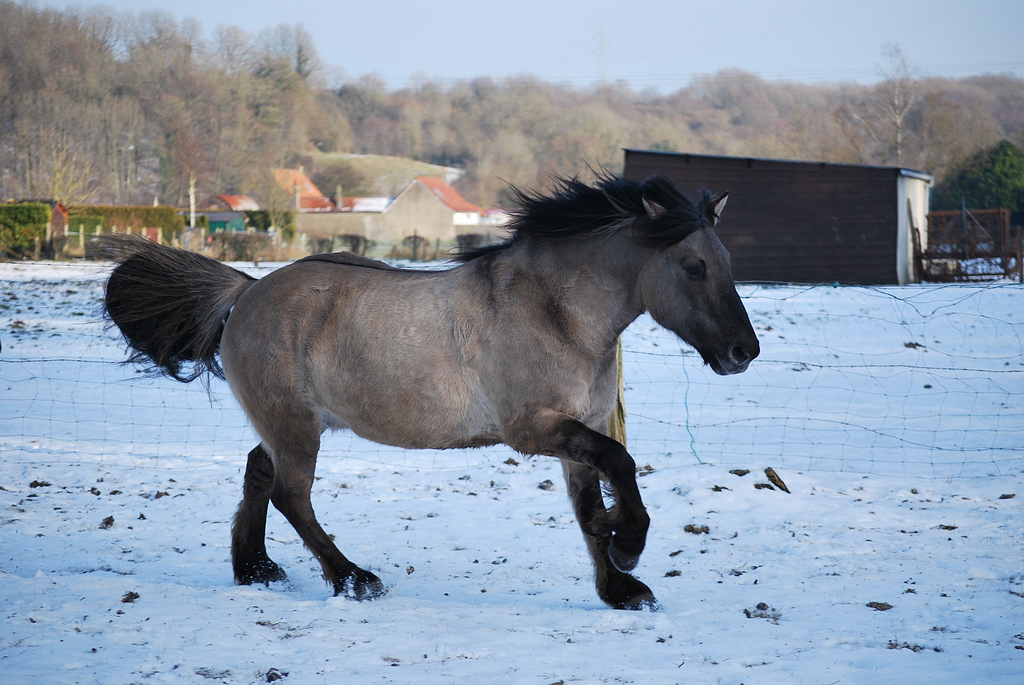

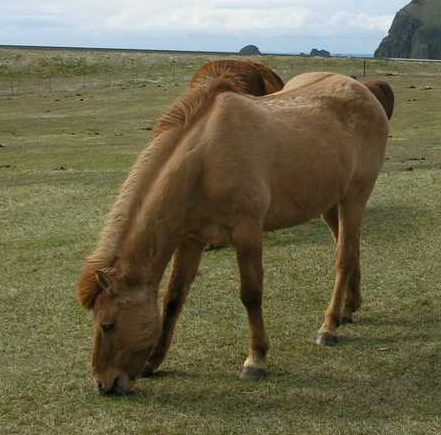

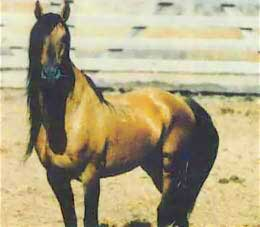

暗褐色又称海骝马鬃黄（汉语拼音字母：haliûn，意为水獭一样的）是馬的其中一種毛色，主要由其他原毛色棗色，黑色或栗色演化而成。暗褐色史前马的一种毛色，可能有利于野马的伪装。

## 分类
海骝毛色系又细分为黑海骝（黑头栗毛，汉语拼音字母：har haliûn）、青海骝（灰褐色，汉语拼音字母：bôr haliûn）、浅褐海骝（汉语拼音字母：bôrôbtôr haliûn）、黄海骝（汉语拼音字母：xar haliûn）、淡黄海骝（汉语拼音字母：hônggôr haliûn）及白海骝（汉语拼音字母：qagaan haliûn）等多种亚型。
相对而言，“赤海骝”（黑头红毛，汉语拼音字母：ûlaan haliûn）则属于牛色系。

## 特徵
馬匹身上毛髮為暗褐色，而臉部，下腹，四肢，鬃毛和尾毛的毛髮為較深色或黑色，而皮膚是黑色及深色的眼睛。

## 原因
在馬匹中的稀釋基因 DUN 為顯性D/D D/d， 把原有毛色棗色，黑色，栗色稀釋為暗褐色所致。

## 外部連結
- "Introduction to Coat Color Genetics" from Veterinary Genetics Laboratory, School of Veterinary Medicine, University of California, Davis.  Web Site accessed January 12, 2008
- Dun Zygosity test （页面存档备份，存于） from Veterinary Genetics Laboratory, School of Veterinary Medicine, University of California, Davis.  Web Site accessed January 12, 2008
- Dun Horse Shades: Grullo, Red Dun, Bay Dun & Photos
- Dun Factors: Dorsal Stripe, Leg Barring, etc.
- Examples of "false duns" and countershading